# بزرگراه ۹ انتاریو
بزرگراه ۹ انتاریو (انگلیسی: Ontario Highway 9) در استان انتاریو کانادا قرار دارد. بزرگراه ۹ از اول ژانویه ۱۹۹۸ به دو بخش تقسیم شده‌است.